# Episcada segesta
Episcada segesta är en fjärilsart som beskrevs av Gustav Weymer 1899. Episcada segesta ingår i släktet Episcada och familjen praktfjärilar. Inga underarter finns listade i Catalogue of Life.